# Madhawa z Sangamagramy
Madhava (ur. 1340, zm. 1425) – indyjski matematyk i astronom pochodzący z miejscowości Sangamagramma położonej w północno-zachodnich Indiach (dzisiejsza Kerala); wniósł pionierski wkład w badania nad szeregami nieskończonymi, analizą matematyczną, trygonometrią, geometrią i algebrą.
Jego prace matematyczne zaginęły, ale są znane z późniejszych odwołań. Przetrwały natomiast niektóre teksty z dziedziny astronomii. Podał m.in. wartość liczby pi z dokładnością do 11. miejsca po przecinku (3,14159265359). Przedstawił tę liczbę w postaci szeregu: π = 4 - 4/3 + 4/5 - 4/7 + 4/9 - 4/11....